# مترويد (لعبة فيديو)
مترويد (بالإنجليزية: Metroid) هي لعبة فيديو أكشن-مغامرات من تطوير نينتندو للبحث والتطوير 1 وإنتيليجنت سيستمز ومن نشر نينتندو سنة 1986 على نينتندو إنترتينمنت سيستم.

## أسلوب اللعب
تُعتبرُ هذه أول لعبة في السلسلة كما أنها تعدّ حجر الزاوية بالنسبة لألعاب مترويدفينيا، حيث تشتهر بعالمها الواسع وَالمفتوح وَتركيزها على الاستكشاف. يتحكمّ اللاعب بشخصية ساموس أران، صَائِدة مُكَافآت، أثناء تنقلها في العالم المتاهة لكوكب زيبيس. تتميز لعبة مترويد بأسلوب العرض الجانبي الذي يتضمن القفز وإطلاق النار وهزيمة الأعداء المختلفين باستخدام مدفع ذراع ساموس. يعد الاستكشاف هو العنصر الأساسي، حيث يتيحُ اكتساب قدرات جديدة مثل القنابل وَكرة التشكل (التي تسمح بالمرور عبر الأماكن الضيقة) وَالشُّعَاع الطّويل، تدريجيًا بالوصول إلى مناطق كانت غير متاحة، مما يشجع على العودة إلى المناطق السابقة ومكافأة اللاعب بالعناصر المخفية وَالأسرار وَتغييرات قصصية. يعتبرُ هذا أسلوب لعب غير متسلسل يسمح للاعب باختيار المناطق التي يريد استكشافها أولاً، حتى الوصول إلى الهدف النهائي، هزيمة العدو الشرير "ماذر برين". توفر اللعبة أيضاً نهايات متعددة تعتمد على سرعة إكمالها، مما يضيف قيمة إعادة اللعب إلى هذه المغامرة المليئة بالأجواء الغامرة والاستكشاف.

## وصلات خارجية
- متروإيد على موقع IMDb (الإنجليزية)
- Metroid at the Metroid Database
- Metroid guide في موقع ستراتيجي ويكي